# Gazeta, em que se relatam as novas todas, que ouve nesta corte, e que vieram de várias partes no mês de novembro de 1641

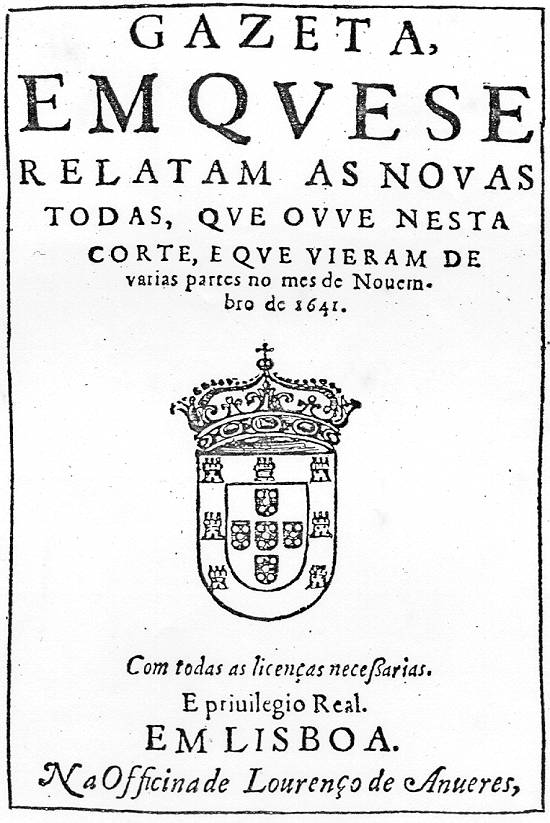
Gazeta, em que se relatam as novas todas, que ouve nesta corte, e que vieram de várias partes no mês de novembro de 1641

Gazeta, em que se relatam as novas todas, que ouve nesta corte, e que vieram de várias partes no mês de novembro de 1641, ou Gazeta da "Restauração" como era mais conhecida, por ser uma acção política do governo reinante de então para cimentar ainda mais a Restauração da Independência de Portugal, foi o primeiro periódico a ser publicado em Portugal. A responsabilidade da redacção foi concedida a Manuel de Galhegos por privilégio real.
A primeira edição data de Novembro de 1641, mas só veio a lume no mês seguinte. Essa primeira edição teve a marca tipográfica da Oficina de Lourenço de Anveres (Lourenço de Antuérpia) (1599–1679), sediada em Lisboa. As oito seguintes publicações, foram impressas na tipografia de Domingos Lopes Rosa e nelas teve a redacção de João Franco Barreto e depois do frei Francisco Brandão.
Com a nona edição da gazeta, em Julho de 1642, terminou a publicação deste jornal que foi publicado com a dimensão de 20 cm x 14 cm.